# Cristian Febre
Cristian Alejandro Febre Santis (* 10. Dezember 1980 in Santiago) ist ein ehemaliger chilenischer Fußballspieler. Heute arbeitet er als Fußballtrainer.

## Karriere

### Spieler
Cristian Febre kam 1999 aus der Jugend in die Profimannschaft des Audax Italiano und debütierte dort in der Saison 2000. Neben Audax lief er in der Primera División noch für Deportes La Serena, Universidad de Concepción und Santiago Morning auf. 2009 bzw. 2010 spielte er für die Primera-B-Klubs Coquimbo Unido und Unión Temuco. Anschließend wechselte er nach Indonesien, wo er mit Ausnahme von 2012 beim ecuadorianischen Verein Técnico Universitario spielte und bei Bali United 2015 seine Karriere beendete.

### Trainer
Febre begann als Trainer in der Jugendabteilung von Santiago Morning. Seine erste Cheftrainerposition übernahm er im Mai 2022 beim Santiago City FC, mit dem er im selben Jahr Meister der Tercera División B wurde. Nach Saisonende verließ er den Verein und wechselte zu Deportes Colina aus der Tercera A. Nach einem erneuten Engagement bei Santiago City im Mai 2023 kehrte er 2024 als Jugendtrainer zu Santiago Morning zurück. Im Mai 2025 wurde er Interimstrainer der Profimannschaft.